# 대장-홍대선
대장-홍대선은 경기도 부천시 오정구 대장동 대장역에서 서울특별시 마포구 양화로 홍대입구역을 잇는 광역철도 노선이다.

## 연혁
- 2021년 4월 22일 : 제4차 국가철도망 구축계획 확정
- 2024년 6월 18일: 연내 착공 예정[1]
- 2030년: 개통 예정